# Proconsulidae
De Proconsulidae zijn een vroege familie van uitgestorven primaten die leefden tijdens het Mioceen in Kenia en beperkt waren tot Afrika. Leden van de familie hebben een mengeling van kenmerken van mensapen en apen van de Oude Wereld, dus de plaatsing in de superfamilie Hominoidea is voorlopig; sommige wetenschappers plaatsen Proconsulidae buiten Hominoidea in een afzonderlijke superfamilie Proconsuloidea, vóór de splitsing van de mensapen en apen van de Oude Wereld.

## Ontdekking en classificatie
Het eerste exemplaar, een gedeeltelijke kaak die in 1909 werd ontdekt door een goudzoeker in Koru, nabij Kisumu in het westen van Kenia, was ook de oudste fossiele hominoïde die tot voor kort bekend was, en het eerste fossiele zoogdier ooit gevonden in Afrika bezuiden de Sahara. De naam Proconsul werd in 1933 bedacht door Arthur Hopwood en betekent 'vóór Consul'; de naam van een beroemde chimpansee in gevangenschap in Londen. In die tijd werd Consul gebruikt als circusnaam voor optredende chimpansees. De Folies Bergère van 1903 in Parijs had een populaire chimpansee in het programma genaamd Consul, en dat gold ook voor de Belle Vue Zoo in Manchester, Engeland, in 1894. Bij diens dood in dat jaar schreef Ben Brierley een herdenkingsgedicht waarin hij zich afvroeg waar de 'missing link' tussen chimpansees en mensen lag.
Hopwood had in 1931 de fossielen van drie individuen ontdekt tijdens een expeditie met Louis Leakey in de buurt van het Victoriameer. De Consul die hij koos om in de naam te gebruiken, was geen van de hierboven genoemde, maar een andere in de London Zoo. Consul wordt in Linneaanse stijl gebruikt om de chimpansee te symboliseren. Proconsul is daarom 'voorouder van de chimpansee' in de woorden van Hopwood. Hij voegde ook africanus toe als soortaanduiding.
Andere fossielen die later werden ontdekt, werden aanvankelijk geclassificeerd als africanus en vervolgens opnieuw geclassificeerd; dat wil zeggen, de totale pool van fossielen die oorspronkelijk als africanus werd beschouwd, werd 'gesplitst' en de fragmenten 'op één hoop gegooid' met andere vondsten om een nieuwe soort te creëren. De beroemde vondst van Mary Leakey uit 1948 begon bijvoorbeeld als africanus en werd ervan afgesplitst om in 1993 door Alan Walker 'op één hoop te worden gegooid' met Thomas Whitworths vondsten uit 1951 als heseloni.
De familie Proconsulidae werd voor het eerst voorgesteld door Louis Leakey, elf jaar nadat hij en Wilfrid Le Gros Clark africanus, nyanzae en major hadden gedefinieerd. Het werd niet meteen geaccepteerd, maar kreeg uiteindelijk de overhand.
De geschiedenis van de classificatie van hominoïden in de tweede helft van de 20e eeuw is voldoende complex om zelf een paar boeken te rechtvaardigen. De meeste paleoantropologen zijn minstens één keer van gedachten veranderd omdat er nieuwe fossielen aan het licht zijn gekomen en nieuwe waarnemingen zijn gedaan, en zullen dat waarschijnlijk blijven doen. De classificaties die in de literatuur van het ene decennium worden gevonden, zijn over het algemeen niet dezelfde als die van een ander decennium. Peter Andrews en Lawrence Martin, gevestigde paleontologen, namen in 1987 bijvoorbeeld het standpunt in dat Proconsul geen hominoïde is, maar een zustertaxon ervan.

## Taxonomie
- Proconsuloidea of Hominoidea
  - Proconsulidae Leakey, 1963
    - Proconsulinae Leakey, 1963
      - Proconsul Hopwood [de], 1933
        - Proconsul africanus Hopwood [de], 1933
        - Proconsul gitongai (Pickford & Kunimatsu, 2005)
        - Proconsul major Le Gros Clark & Leakey, 1950
        - Proconsul meswar Harrison [de] & Andrews [de], 2009

Vroeger beschouwd als een onderfamilie van proconsuliden, wordt nu gedacht dat de Nyanzapithecinae in plaats daarvan verwant zijn aan de Dendropithecidae, mogelijk een basale mensapengroep.